# Les Sœurs Grimm
Les Sœurs Grimm (titre original : The Sisters Grimm) est une série littéraire américaine fantastique en neuf tomes, écrite par Michael Buckley et parue entre 2005 et 2012. En France, les six premiers tomes ont été édités par Pocket Jeunesse. Les trois derniers tomes ne sont jamais parus en français. La série met en scène les enquêtes de deux jeunes filles, Sabrina et Daphnée Grimm, descendantes fictives des frères Grimm, philologues et collecteurs de contes, qui, dans l'univers de la série, étaient en réalité des détectives de l'étrange. Les deux sœurs sont régulièrement confrontées à des êtres magiques appelés les Findétemps. 

## Liste des tomes
1. Détectives de contes de fées, Pocket Jeunesse, 2007 ((en) The Fairy-Tale Detectives, 2005), trad. Marie Leymarie  (ISBN 978-2-266-16642-3)
2. Drôles de suspects, Pocket Jeunesse, 2007 ((en) The Unusual Suspects, 2005), trad. Marie Leymarie  (ISBN 978-2-266-16644-7)
3. Le Petit Chaperon louche, Pocket Jeunesse, 2007 ((en) The Problem Child, 2006), trad. Marie Leymarie  (ISBN 978-2-266-16643-0)
4. Crime au pays des fées, Pocket Jeunesse, 2008 ((en) Once Upon a Crime, 2007), trad. Véronique Minder  (ISBN 978-2-2661-7692-7)
5. Cendrillon, le retour, Pocket Jeunesse, 2008 ((en) Magic and Other Misdemeanors, 2007), trad. Véronique Minder  (ISBN 978-2-266-18216-4)
6. Le Procès du grand méchant loup, Pocket Jeunesse, 2009 ((en) Tales from the Hood, 2008), trad. Véronique Minder  (ISBN 978-2-266-18678-0)
7. (en) The Everafter War, 2009
8. (en) The Inside Story, 2010
9. (en) The Council of Mirrors, 2012

H-S (en) The Sisters Grimm: A Very Grimm Guide, 2011

## Résumés

### Tome 1:Détectives de contes de fées
Pour Daphné et Sabrina Grimm, la vie n'a pas toujours été un conte de fées. Après la mystérieuse disparition de leurs parents, les deux sœurs sont récupérées par les services sociaux, qui les envoient dans plusieurs familles d'accueil où elles servent de bonnes jusqu'à ce que leur grand-mère, qu'elles croyaient morte depuis longtemps, les réclame.
Elles ne sont pas au bout de leurs surprises. L'étonnante Mamie Relda leur annonce qu'elles sont les descendantes des fameux Jacob et Wilhelm Grimm (les frères Grimm) et qu'elles sont chargées d'une mission : maintenir la paix entre les humains et les créatures féériques ou Findétemps.
Daphné et Sabrina ont à peine le temps de se remettre de leurs émotions, que, déjà, leur première aventure commence : elles sont chargées de protéger la ville d'un Géant sorti de nulle-part.

### Tome 2:Drôles de suspects
Les vacances et les courses-poursuites avec les géants vont prendre fin pour Daphné et Sabrina : elles doivent maintenant aller à l'école de Port-Ferries.
Dès le premier jour, Daphné devient la petite préférée de sa maîtresse, Blanche-Neige.
Alors que sa sœur s'amuse comme jamais, la rentrée est un vrai cauchemar pour Sabrina. Et quand un professeur est retrouvé suspendu à une immense toile d'araignée, elle comprend que les élèves Findétemps causent de graves problèmes à l'école. Les enfants des créatures de contes de fées ont- elles un rapport avec ce crime ? Les Sœurs Grimm mènent l'enquête...

### Tome 3:Le Petit Chaperon louche
Qui a kidnappé leurs parents ? C'est le mystère que Daphné et Sabrina Grimm veulent résoudre à tout prix. Sabrina décide donc de braver le danger et s'introduit dans l'antre de la Main Rouge, une organisation secrète.
Comment une enfant pourrait-elle vaincre la plus célèbre créature de conte de fées, qui tient ses parents prisonniers ?
Avec l'aide de sa petite sœur Daphné et d'un oncle surgi de nulle-part, Sabrina va découvrir une arme puissante. Mais le prix à payer pour utiliser la magie n'est-il pas trop élevé ?

### Tome 4:Crime au pays des fées
Obéron, le Roi des Fées, a été empoisonné !
Les Sœurs Grimm mènent l'enquête : à la veille de Noël, Sabrina et Daphné quadrillent les rues de New York à la recherche d'indices et de témoins. Elles y font des rencontres incroyables ! Le Magicien d'Oz, devenu créateur de vitrines de Noël, Sindbad le Marin, qui dirige le Port avec ses hommes.
Les Nains de Blanche-Neige, qui assurent en secret la maintenance du métro. Et enfin un drôle de vieillard qui lit l'avenir. Mais qui est le meurtrier ? L'enquête sur la mort du Roi des Fées va orienter les deux sœurs vers une autre énigme, mille fois plus inquiétante...

### Tome 5:Cendrillon, le retour
Les sœurs Grimm, mamie Relda, Canis et Puck sont de retour à Port-ferries.
Mamie a décidé d'entraîner les filles pour être des détectives accomplies, et c'est Puck qui sera leur professeur d'entrainement a la fuite (même si sa méthode d'enseignement n'est pas très douce...). Porchon et Latruie s'occupent de tout ce qui est "reconnaître une scène de crime"...
Mais a Port-ferries, la Reine de Cœur a été élue maire de la ville et décide de faire payer aux humains une taxe énorme !Les amis de la famille Grimm ont participé en donnant beaucoup d'argent. Une nouvelle enquête se prépare, des "failles temporelles" s'ouvrent ici et là dans la ville et provoquent de nombreux dommages, et certains Findetemps se plaignent d'avoir été volés.
Les objets volés en question sont:
- la baguette de merlin, l'horloge enchantée et l'élixir de longue vie.

Y aurait-il un lien?
Des portails temporels transportent également les gens dans le futur. Sabrina et Daphné vont dans ce portail par accident et découvrent la terrible (en fait, elle n'est pas terrible du tout et Daphné trouve que cette découverte est merveilleuse) vérité du futur de Sabrina et de son mari.

### Tome 6:Le Procès du grand méchant loup
C'est le procès que tout le monde attendait depuis la nuit des temps ! Le Grand Méchant Loup est enfin jugé pour le meurtre de la Mère-Grand du Petit Chaperon rouge par une cour tout à fait extraordinaire.
La Reine de Cœur se frotte les mains, la famille Grimm croise les doigts. Sabrina et Daphné ne savent plus où donner de la tête ! Il y a tant de choses à faire, comme poursuivre Boucle d'Or de Venise à Paris. Va-t-elle accepter de revenir à Port-Ferries pour rompre le sortilège du sommeil des parents Grimm ?.

### Tome 7:The Everafter War
Paru en mai 2009 en anglais, ce tome n'a jamais été publié en français. 
Après deux ans pris au piège par un sommeil enchanté, les parents de Sabrina et Daphné sont finalement libres. Malheureusement, ils se réveillent dans le chaos de Port-Ferries. Le prince Charmant et sa bande de rebelles se cachent, complotant une guerre contre le Maître et ses acolytes. Tout d'abord, Sabrina est heureuse d'avoir à nouveau sa famille, mais après s'être occupée seule de Daphné et d'elle-même pendant si longtemps, elle avait oublié les conflits qu'engendre la vie avec des parents. 
Pendant ce temps, le Maître a de sombres plans pour les Grimm. Finalement, la famille se retrouve face- à leur tourmenteur, et une trahison tellement profonde qu'elle va changer leur vie pour toujours! 
La parution du tome 7 est retardée par un changement d'édition, ce n'est plus Pocket Jeunesse qui l'édite. Il n'y a à l'heure actuelle aucune information sur la reprise de publication des derniers tomes.

### Tome 8:The Inside Story
Publié uniquement en anglais à l'heure actuelle, ce huitième tome  reprend directement après la fin en cliffhanger du septième tome.  
Sabrina, Daphne et Puck avancent dans le livre des Findestemps, où tous les contes sont écrits et peuvent être modifiés. Les filles (et Puck) doivent chercher le Maître dans plusieurs histoires, afin de sauver leur petit frère. Mais très vite, l'éditeur (le gardien du livre) vient les menacer s'ils changent quoi que ce soit aux histoires originales. Ils sautent donc d'une histoire à l'autre, espérant trouver le maître. Ils traversent ainsi Alice au pays des merveilles, Le livre de la jungle, Jack et le haricot magique, Hansel et Gretel, Sleepy Hollow. Trouveront-elles leur petit frère à temps? Et que cachent les marges de "Blanche-Neige", l'histoire d'où provient le maître? 

### Tome 9:The Council of Mirrors
Neuvième et dernier tome de la série, The Council of Mirrors a été publié en anglais le 8 mai 2012. Il n'est pas publié en français à l'heure actuelle. 
Sabrina, Daphne et leur famille doivent combattre le maître, qui n'a pas réussi à s'échapper de Port-ferries. Après cet échec, le maître passe au plan B: tuer jusqu'au dernier tous les membres de la famille Grimm, afin de faire tomber la barrière autour de la ville.  

## Personnages

### Personnages principaux
Sabrina Grimm : Elle a presque douze ans au début du premier tome. Après la disparition de ses parents, elle est forcée de vivre dans un foyer et dans des familles d'accueil où elle a été obligée d'apprendre à se défendre (si bien qu'elle a battu tous les garçons du foyer, y compris les deux concierges, et qu'elle a réussi à échapper avec sa sœur à un éleveur de furet qui voulait qu'elles passent leur vies à s'occuper de ses pensionnaires, un couple qui les avait enfermé pendant deux semaines pour partir aux Bermudes, et à un tueur). Ses expériences malheureuses doublées de tous les sacrifices qu'elle a dû faire pour protéger sa sœur l'ont rendue amère. Elle refuse de croire sa grand-mère lorsqu'elle lui révèle les secrets de leur famille et de la ville de Port-Ferries jusqu'à ce qu'elle ait des preuves. C'est alors qu'elle accepte, bon gré mal gré d'exercer le métier de détective de contes de fées.
Elle ressent d'abord un certain mépris pour les créatures féériques, qui veulent sa mort pour pouvoir enfin sortir de la ville où les frères Jacob et Wilhelm Grimm (leur arrière-arrière-arrière--arrière-arrière-grand-père) les ont enfermées, mais ce sentiment se mue en une haine farouche lorsqu'elle entre en sixième et qu'elle doit subir les exactions des élèves et des professeurs Findétemps. Elle finit cependant par éprouver de la compassion pour eux et par en apprécier certains. Elle les sauve à de nombreuses reprises, tout comme quelques-uns la sauvent aussi.
Daphné Grimm : Âgée de sept ans au début du premier tome, Daphné se montre joueuse et très intéressée par les conte de fées. Elle s'adresse toujours à Sabrina lorsqu'elle ne comprend pas un mot, ce qui donne lieu à de fréquentes explications. Au début du premier tome, on apprend que son mot préféré est "morveuse". Elle accepte immédiatement le rôle de détective que sa grand-mère lui propose. Elle se lie vite d'amitié avec de nombreux Findétemps, et se montre très déçue lorsque ceux-ci lui font du mal, surtout lorsqu'ils sont censés être gentils dans leur conte.
Elle devient l'élève préférée de Blanche-Neige, qui lui promet qu'elle sera sa demoiselle d'honneur si elle épouse le Prince Charmant.
Malgré les nombreux sacrifices que sa sœur a fait pour elle, Daphné la boude très souvent car sa mauvaise humeur et son  manque d'enthousiasme l'agacent.
Relda Grimm : Elle tient son prénom de la grand-mère de Michael Buckley. Tendre et malicieuse, Relda conquiert immédiatement Daphné, et parvient également à se faire aimer de Sabrina après un petit moment. D'origine allemande, elle aime appeler ses petites filles lieblings (chéries). Très casse-cou, elle est une conductrice si dangereuse que le gouvernement allemand l'a menacée de prison si elle persiste à conduire. Elle a rencontré son époux, Basil, dans une fête à Berlin. Elle a accepté de continuer avec lui l'œuvre de ses ancêtres, contrairement à leur premier fils, Henri, le père de Daphné et Sabrina, qui emmena ses enfants et son épouse à New York dans le but de les protéger de l'univers des contes. Son deuxième fils, Jacob, a été mêlé à un accident qui a engendré la mort de Basil et a permis à une Findétemps de s'enfuir. L'équilibre de la ville étant menacé par ce secret, elle aspergea tout le voisinage de poussière d'oubli pour que personne ne se souvienne de son fils et de ce qu'il avait causé. Elle est heureuse lorsqu'elle le retrouve, mais désapprouve son attitude avec la magie, qu'il utilise trop souvent selon elle.
Monsieur Canis alias le Grand Méchant Loup : Il est l'aide de Relda Grimm, qui le qualifie de "bon ami". Au début du premier tome, il est décrit comme l'homme le plus maigre que Sabrina ait jamais vu. Il est par la suite précisé qu'il est grand et qu'il a les cheveux gris.
Ayant de plus en plus de mal à contenir son alter-ego, le Loup, il finit par s'en servir pour sauver les filles dans une bagarre à la fin du tome 2. À partir de là, il devient de plus en plus torturé, ses cheveux virent au brun et sa musculature explose.
Il reste néanmoins un ami et un allié pour la famille Grimm.
Elvis : Le danois de Relda Grimm, son seul chéri, devient tout de suite l'ami de Daphné. Sabrina a un tout petit peu plus de mal à se faire à ses marques d'affections pour le moins baveuses.
Puck : Le père de Puck, Obéron, lui a très tôt montré à quel point il le décevait. Comme il en souffrait beaucoup, sa mère Titania lui donna le titre de « roi des filous », auquel il apposa plus tard celui de « chef spirituel des vandales ». Il fit honneur à ses surnoms en commettant toutes sortes de forfaits.
Son refus d'épouser Papillon, que son père avait choisi pour lui, fait déborder le vase : il est « blackboulé », c'est-à-dire banni du pays des fées. Arrivé à Port-Ferries, Relda devient comme une grand-mère pour lui. Il aime torturer les sœurs Grimm et se faire passer pour un méchant auprès d'elles (lors de leur première rencontre, il veut même les noyer). Mais Sabrina devient vite sa victime préférée. 
Jacob "Jaco" Grimm : L'oncle des sœurs Grimm est un grand magicien, mais il a commis de graves erreurs dans sa jeunesse. La seule solution pour empêcher une émeute a été pour Relda de faire oublier son fils grâce à la poudre d'oubli. Il aime affubler des surnoms à tout le monde.

### Findétemps
Shérif Ernest Jambonnet alias un des Trois Petits Cochons : Il est l'un des seuls amis de la famille Grimm. Lorsqu'il ressent une puissante émotion, Jambonnet reprend sa forme de cochon. Sa principale occupation est de maintenir l'ordre à Port-Ferries, et, comme sa brigade est en sous-effectif, il accepte l'aide des Grimm avec plaisir. 
Jacques (héros de l'histoire Jack et le Haricot Magique) : Jacques est devenu vendeur frustré dans un magasin de vêtements grandes tailles quelques siècles après son aventure.
Madame Cœur alias La Reine de Cœur : Institutrice dans l'école de Port-Ferries pour les humains, la Reine reprend sa véritable apparence auprès des Findétemps. Elle est la principale adversaire du Prince Charmant en politique. Elle devient Maire de Port-Ferries dans le tome 3. 
Le Prince Charmant : Ce bel homme au caractère parfois revêche a épousé puis quitté toutes les princesses de contes de fées tour à tour, excepté Blanche-Neige qui l'abandonna sur les marches de l'église. Devenu le maire de Port-Ferries, il se fait assister par l'un des sept nains, qu'il humilie et force à porter un bonnet d'âne. Il est follement amoureux de Blanche-Neige, mais elle préfère prendre son temps et ils se contentent de prendre un café une fois de temps en temps.
Blanche-Neige : La généreuse princesse est devenue institutrice à l'école de Port-Ferries. Tous ses élèves l'aiment. Elle est l'une des seules amies des Grimm, et l'un des modèles de Daphné, à qui elle donne des cours de sport en dehors de l'école.
Elle finit par reprendre contact avec le Prince Charmant, qu'elle surnomme Guillou, même si dans le tome 1 (ou elle n'est pas présente), on apprend qu'elle a refusé de se rendre à son bal annuel
Monsieur Jambdebois alias Grigrigredinmenufretin : il est le conseiller psychologique à l'école de Port-Ferries. Il encourage ses élèves à exprimer leurs émotions, surtout la colère, qui lui sert de source d'énergie pour des projets qu'il est le seul à connaître réellement.
Monsieur Hamelin alias le Joueur de Flûte : son influence sur les enfants lui a donné l'idée de devenir le principal de l'école de Port-Ferries.
Le Petit Chaperon Rouge : Devenue folle après la disparition de ses parents et de sa grand-mère, elle a été internée à l'asile de Port-Ferries, ou elle est restée après la destruction du bâtiment. Décidée à reformer sa famille, elle a volé un terrible jaseroque pour prendre la place de son chat, un bébé pour devenir son nouveau petit frère et les parents de Sabrina et Daphné pour remplacer les siens. Il ne lui manque plus qu'une grand-mère (Relda Grimm) et un chien (Monsieur Canis) pour pouvoir enfin "jouer au papa et à la maman". 
Obéron : Le Roi des Fées a toujours été très autoritaire avec ses sujets et son fils, Puck. Lors d'une séance de spiritisme après sa mort, il semble regretter son comportement. Mais pour Puck, il est trop tard.
Titania : La Reine des Fées a tenté de protéger son fils de son époux en lui donnant le titre de roi des filous, lui offrant ainsi une échappatoire. Malgré leur rapports houleux, elle est très affectée par la mort d'Obéron, à tel point qu'elle devient folle et met à feu et à sang le palais lorsqu'elle l'apprend. C'est donc Puck qui prendra la suite de son père.
Papillon : La fiancée de Puck se révèle vite être une véritable chipie, snobe et jalouse de Sabrina car Puck et Sabrina semblent s'aimer, et qui la freine dans son ascension. 
Graine de moutarde : Le frère de Puck semble être très mûr malgré son âge (environ celui de Puck). Il était très affecté par la disparition de son frère.
Le shérif de Notthingam: Allié de la Reine de cœur, nouveau shérif de Port-Ferries après le départ de Jambonnet (resté à New-York dans le tome 4). Le shérif de Nothingam est un findétemps sans foi ni loi qui n'a aucun sens de la justice. À la fin du tome 5, il arrête M. Canis pour le meurtre de la Grand-Mère qui est arrivé il y a 3 siècles.

## Sources
- Les Sœurs Grimm, tomes 1, 2, 3, 4, 5 et 6 par Michael Buckley, éd. Pocket Jeunesse.

## Récompenses
The Sisters Grimm series a reçu plusieurs récompenses, inclusivement le Oppenheim Toy Portfolio Platinum Award, et le Kirkus Best Fantasy Book award. La série est aussi un New York Times best-seller.